# Sediliopsis angulata
Sediliopsis angulata é uma espécie extinta de caracol marinho , um molusco gastrópode marinho da família Pseudomelatomidae , os turrídeos e seus aliados.

## Descrição
O comprimento da casca atinge 16 mm, o seu diâmetro 5-7 mm.
(Descrição original) A concha piramidal é pontiaguda. O bico é curto e curvo. A escultura mostra costelas obtusas distantes na metade inferior. A sutura é ondulada, com uma linha impressa acima dela. O giro do corpo é curto, angular no ombro. A espiral do corpo mostra uma linha giratória impressa acima e quatro linhas revolvidas levantadas inferiormente. O seio superior do lábio externo é profundo e arredondado, obselete inferior.

## Distribuição
Fósseis desta espécie foram encontrados em Estratos Miocénicos da Baía de Chesapeake , Maryland, EUA.